# The Stag
The Stag (w Polsce znany także jako Wieczór kawalerski w plenerze) to irlandzki film komediowy z 2013 roku, napisany przez Johna Butlera i Petera McDonalda oraz wyreżyserowany przez samego Butlera. Światowa premiera obrazu miała miejsce 10 września 2013 podczas Międzynarodowego Festiwalu Filmowego w Toronto.

## Obsada
- Andrew Scott − Davin
- Hugh O'Conor − Fionnan
- Peter McDonald − Maszyna
- Brian Gleeson − Simon
- Michael Legge − Little Kevin
- Amy Huberman − Ruth

## Nagrody i wyróżnienia
- 2014, Irish Film and Television Awards:
  - nominacja do nagrody IFTA w kategorii najlepszy film[2]
  - nominacja do nagrody IFTA w kategorii najlepszy reżyser (John Butler)[2]
  - nominacja do nagrody IFTA w kategorii najlepszy aktor pierwszoplanowy (Andrew Scott)[2]
  - nominacja do nagrody IFTA w kategorii najlepszy aktor drugoplanowy (Peter McDonald)[2]
  - nominacja do nagrody IFTA w kategorii najlepsza aktorka drugoplanowa (Amy Huberman)[2]